# Svjetski dan migranata
Svjetski dan migranata je dan koji je proglasila Opća skupština Ujedinjenih naroda i obilježava se 18. prosinca svake godine.
18. prosinca 1990. prihvaćen je Konvencija o zaštiti prava migrantskih radnika i njihovi obitelji te se tada podsjeća na doprinos koji su migranti daju u zemlju u kojoj su se doselili. Također se na taj dan podsjeća kako je potrebno poštovati sva ljudska prava.